# Shiroishi, Miyagi

Shiroishi (白石市 Shiroishi-shi?) este un municipiu din Japonia, prefectura Miyagi.